# أين أطفالي؟
أين أطفالي؟ (بالإنجليزية: ?Where Are My Children) هو فيلم أبيض وأسود درامي أمريكي صامت إنتاج عام 1916 من إخراج فيليبس سمالي ولويس ويبر وبطولة تيرون باور الأب وخوان دي لا كروز وهيلين ريوم وماري والكامب وكورا درو وإيه دي بليك وريني روجرز وويليام هابين و سي.نورمان هاموند. يحكي الفيلم قصة المدعي العام الذي اكتشف أثناء مقاضاته طبيبًا بتهمة الإجهاض غير القانوني، أن أفراد المجتمع بما في ذلك زوجته استخدموا خدمات الطبيب، وموقف المدعي العام المناهض للإجهاض يوقعه في مشاكل مع المجتمع المحلي.
تم اختيار الفيلم للحفظ في السجل الوطني للأفلام بالولايات المتحدة من قبل مكتبة الكونغرس باعتباره "مهمًا ثقافيًا أو تاريخيًا أو جماليًا" في عام 1993.

## روابط خارجية
- أين أطفالي؟  في قاعدة بيانات الأفلام على الإنترنت (بالإنجليزية)
- أين أطفالي؟ على موقع أول موفي.
- أين أطفالي؟ في قاعدة بيانات تيرنر كلاسيك موفيز للأفلام.
- أين أطفالي؟ على فهرس معهد الفيلم الأمريكي
- Where Are My Children? at UCLA Film and Television Archive (May 2012)
- Where Are My Children?(YouTube)
- National Film Registry essay by film historian Shelley Stamp
- American Film Institute Catalog entry